# Бусана (Империја)
Бусана је насеље у Италији у округу Империја, региону Лигурија.
Према процени из 2011. у насељу је живело 74 становника. Насеље се налази на надморској висини од 31 м.